# Binasco

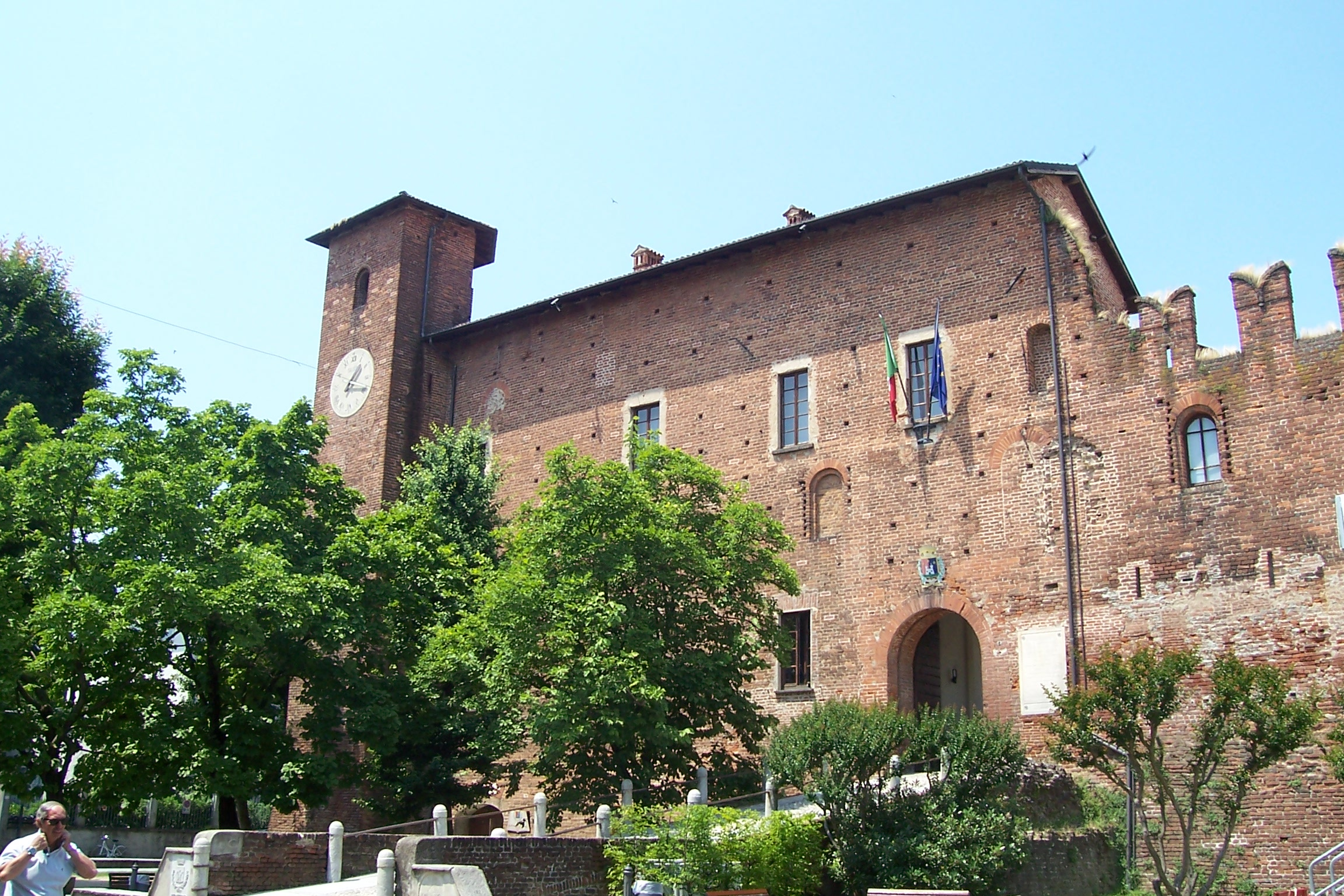
Kastell der Visconti in Binasco. Hier wurde 1418 Beatrice di Tenda enthauptet.

Binasco ist eine italienische Gemeinde (comune) in der Metropolitanstadt Mailand, Region Lombardei.

## Lage und Einwohner
Die Gemeinde liegt rund 20 Kilometer südwestlich von Mailand entfernt und hat 7087 Einwohner (Stand 31. Dezember 2023).
Die Nachbarorte von Binasco sind Zibido San Giacomo, Noviglio, Lacchiarella, Vernate und Casarile.

### Verkehrsanbindung
Die Stadt liegt an der A7, über die man Mailand innerhalb von 30 Minuten erreichen kann.

### Bevölkerungsentwicklung
Binasco zählt 3021 Privathaushalte. Zwischen 1991 und 2001 stieg die Einwohnerzahl von 6437 auf 6921. Dies entspricht einer prozentualen Zunahme von 7,5 %.
Die Stadt ist Sitz der Dataprocess International SpA, einem internationalen Elektronikhersteller. Auch der Industriebetrieb Gruppo Cimbali SpA, größter und renommiertester Hersteller von Espresso – und Cappuccinomaschinen, hat seinen Sitz in Binasco.

## Persönlichkeiten
- Beatrice di Tenda (1372–1418), Herzogin von Mailand
- Veronika von Mailand (1445–1497), Selige
- Ettore Mambretti (1859–1948), General und Senator